# 주자묘
주자묘(朱子廟)는 대한민국 전라남도 화순군 능주면 천덕리에 있는 건축물이다. 2011년 12월 26일 화순군의 향토문화유산 제53호로 지정되었다.